# Asota speciosa
Asota speciosa là một loài bướm đêm trong họ Erebidae. Chúng được tìm thấy ở Sierra Leone, Mozambique, Nam Phi và Togo. Ấu trùng ăn các loài thực vật thuộc chi Ficus.